# ドナー峠
ドナー峠（ドナーとうげ、英語: Donner Pass）は、アメリカ合衆国カリフォルニア州ネバダ郡に所在する標高7,056ft（2,151m）の峠。シエラネバダ山脈の北部の峠であり、同郡の町・トラッキーの西約9マイル（約14km）に位置する。峠を下ると、ドナー湖とドナー・メモリアル州立公園がある。シエラネバダ山脈に所在する多数の峠と同様、この峠も東側からは急峻な地形である一方、西側からは穏やかな勾配となっている。
この峠は、カリフォルニア・トレイルや最初の大陸横断鉄道のオーバーランド・ルート、リンカーン・ハイウェイ、ヴィクトリー・ハイウェイが通過しており、また近傍を州間高速道路80号線（I-80）が通過している。この峠は、1846年の冬にこの峠の近くで越冬、多数の餓死者を出し、生存者も食人行為に至らざるを得なかった、西部開拓時代の悲劇で知られるドナー隊に由来している。
今日では、この地域は幾つかの数珠湖とスキーリゾートが所在し、活発なレクリエーション・コミュニティの主要地である。この地域の恒久的なコミュニティには、キングヴェールやソーダ・スプリングスがあり、ドナー峠の下にあるドナー湖周囲のコミュニティ同様に大きなコミュニティとなっている。

## 歴史
東方より、カリフォルニアに至るため、開拓者たちはシエラネバダ山脈を馬車などで越えて来た。1844年、スティーブンズ＝タウンゼント＝マーフィー隊はトラッキー川に沿ってシエラネバダ山脈へと分け入った。今日、ドナー湖と呼ばれる湖の端に至った際、彼らは山脈の中の鞍部を発見し、その鞍部が初期の移住者達が使用する道となった。この峠は、後にカリフォルニアを目指した移住者のグループに因んで名付けられることとなる。1846年11月初旬、ドナー隊は豪雪によって、進むことも戻ることもできなくなり、シエラネバダ山脈の山々の東側で越冬せざるを得ない状況となった。81人の移住者達の内、45人が生存しカリフォルニアにたどり着くことができたが、彼らの内の何人かは生きるために食人行為へと至った。
1952年1月13日、222人の乗員乗客が乗る列車がドナー峠の西約27㎞に位置するユバ峠の二期線の第35号トンネルに近接する一期線、凡そ176.5MPの位置で立ち往生した。サザン・パシフィック鉄道の旅客列車「シティ・オブ・サンフランシスコ」は、吹雪によって大量の雪が積もる中、西に向かってこの峠道を通過しようとしたものの、進むことも戻ることも出来なくなってしまったのである。乗員乗客は、近隣の自動車道が自動車による救助に十分な除雪が成されるまで3日間もの間、その場所で過ごすことを余儀なくされた。彼らは、救助隊の自動車で数マイル先のニャック・ロッジへと運ばれた。

## セントラル・パシフィック鉄道

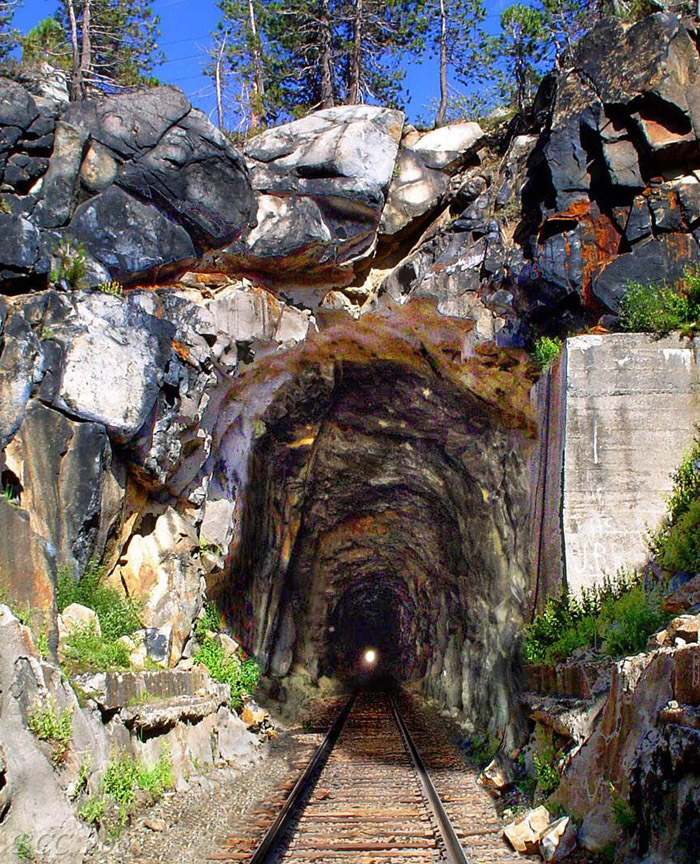
1993年に廃止された路線の写真（デジタル修正有）

1868年春、シエラネバダ山脈は、主にセントラル・パシフィック鉄道（英語: Central Pacific Railroad、CPRR）の中国人労働者達によって、遂に「攻略」された。これには、約3年にも渡って花崗岩の掘削、発破を続け、ドナー峠下に第6号トンネルを貫通させた。これによって、旅行者団体の商業輸送の確立と、初めてシエラネバダ山脈を越える大量輸送が実現された。最初の線路敷設ルート調査の後、セントラル・パシフィック鉄道初代チーフエンジニア、セオドア・D・ジュッダ（英語: Theodore D. Judah, 1826-1863）によって提案された計画では、4本のトンネルの掘削と数マイルに渡るスノーシェッドの設置、高さ75フィート（約23m）の手製の石造りの擁壁がドナー山頂を突破するために必要であるとされた。これは、当初のサクラメント-オグデン間を結ぶセントラル・パシフィック鉄道のルートを構成するルートの中で、最も困難な工学、建設の挑戦であった。

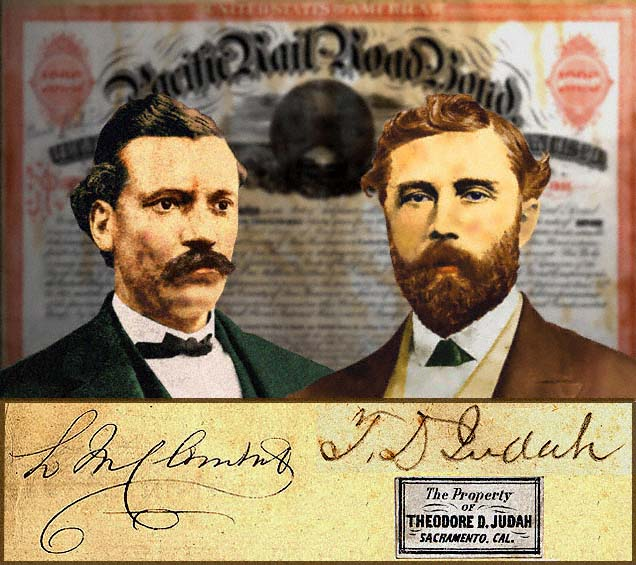
セントラル・パシフィック鉄道のエンジニア、L. M. クレメント（左）とT. D. ジュッダ

主に、セントラル・パシフィック鉄道のチーフ・アシスタント・エンジニアであったルイス・M・クレメント（英語: Lewis M. Clement, 1837-1914）の現場での指示により、個人により設計、建設された最初（一番線）の山頂部分は、初めてセントラル・パシフィック鉄道で、サミット・トンネルを通過する旅客車両を運行した1868年6月18日から常用され、1993年にサザン・パシフィック鉄道が、一期線の最高点前後約6.7マイル (10.7km)の区間を廃止するまで使用され続けた。なお、この時廃止された区間は、ノーデン・コンプレックス（英語: Norden complex、26号シェッド、MP192.1）と47号シェッド（MP198.8)に覆われた交差路の間の区間であった。この地点は、エダーに位置する古い跨線橋の東1マイル（1.6km）の位置にある。廃止によって、全ての列車が二期線を通過することとなり、線路の最高点は、ドナー峠の南、約1マイル（1.6km）を通過しており、ソーダ・スプリングスとエダーの間に位置するジュッダ山を貫く、長さ10,322フィート（3,146m）の41号トンネルを通過している。サザン・パシフィック鉄道は、過酷なシエラネバダ山脈の冬季期間を考慮して、二期線と41号トンネルを維持するほうが、一期線の峠前後のトンネルとスノーシェッドをメンテナンスするよりも容易、かつ低コストであると結論付けたことで、一期線の廃止を決断した。
アジアおよび太平洋地域との北米貿易の急速な拡大に対応するために、オークランド港で行われている主な拡張工事に関連して、港との物流を支える鉄道を運営するユニオン・パシフィック鉄道は、「二つ目の路線の建設と、カリフォルニアとその他の地域とをつなぐドナー峠のトンネルの貨物列車の通行可能車両高の拡大」が求められた。これは、41号トンネルに並行する新しいトンネルか、ノーデン・コンプレックスと47号シェッドの間の一期線の置き換えが求められていた。このどちらの方法も、輸送容量を増やし、ノーデン・コンプレックスと47号シェッドの間の全ての東西方向の交通を単線の線路で交通させなければならないため発生している遅延を大幅に改善する方法である。このシエラネバダの山岳区間の改良は、2009年11月に完了した。この改良では、ロックリンとトラッキーの間の15本の古いトンネルがある18,000フィート（5.5km）の区間で、トンネル内空の拡大と、30マイル（48km）の区間の信号が列車集中制御装置（CTC）へと改善されたが、ドナー峠の一期線の区間が復旧することはなかった。これ以来、フルハイト、もしくは20フィート2インチ（6.15m）の2段積載貨物列車がドナー峠を通行できるようになった。ボウマンとコルファクスの間の二期線のトンネルについては拡張されておらず、この間の多くの列車は、進行方向に拠らずトンネルの無い、古い一期線を使わなければならない
。

## 自動車道

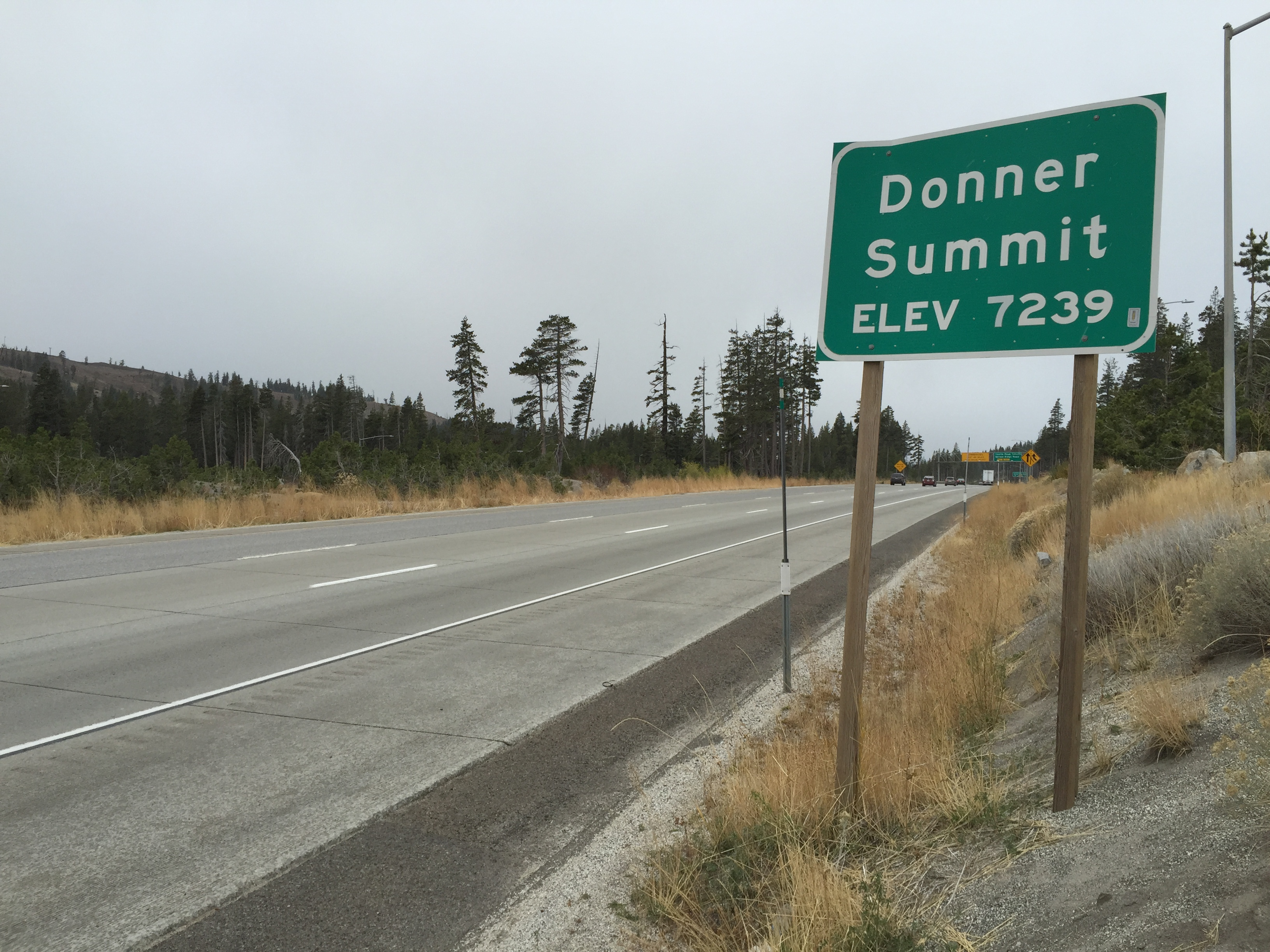
州間高速道路80号線に設置されているドナー・サミットを示す立看板

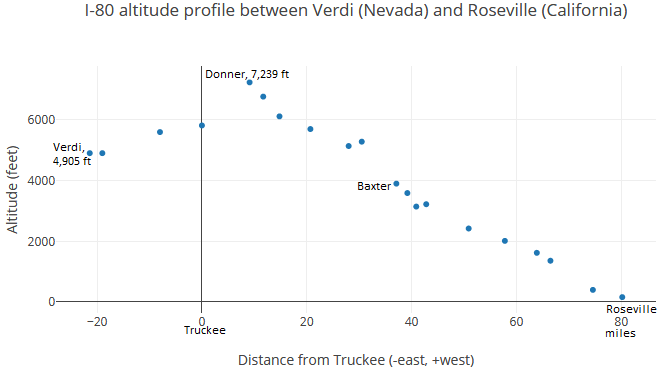
州間高速道路80号線のヴェルディからローゼンヴィルの間100マイルの区間の標高

最初のアメリカ合衆国の大陸横断道であるリンカーン・ハイウェイは、ドナー峠を通過しており、後にヴィクトリー・ハイウェイの一部ともなった。1960年代初頭には、州間高速道路80号線（I-80）がこの地域でも建設された。州間高速道路80号線は、シエラネバダ山脈を通過する際は、凡そアメリカ国道40号線と並行するルートであったが、シエラネバダ山脈の通過する頂は、ドナー峠の北約2マイル（3.2km）に位置するオイアー・サドル（英語: Euer Saddle）になっている。オイアー・サドルは、カリフォルニア州運輸局には、標高7,240フィート（2,210m）の「ドナー・サミット（英語: Donner Summit）」と呼ばれており、ボリアル・ホテル出口の先の頂上、州間高速道路80号線の南側に看板が立てられている。
ドナー・サミットはドナー峠と比較して、約150フィート（46m）高い位置にあるが、広く、穏やかな傾斜であり、屈曲のきついドナー峠道路では満たすことのできない州間高速道路標準を満たして建設することができた。この区間の縦断勾配は、30マイル（48km）で3～6%程度である。1920年代建設された古い高速道路は、州間高速道路80号線に主要道路の座を譲ったものの、風光明媚な道路として、現在でも保存されている。

## 気候
ドナー峠における冬季の気候は、過酷なものである。降水量の平均は、年51.6インチ（1,310mm）である。カリフォルニアは、地中海性気候であり、降水量の多くは、冬季に雪として記録されている。ドナー峠の降雪量は、平均年411,5インチ（10.45m）であり、アメリカ合衆国全体でも最も雪深い地域の一つである。1880年から4回、ドナー・サミットにおける降雪量は775インチ（19.69m）に達したことがあり、最も降雪量が多かった1938年と1952年には800インチ（20.32m）の降雪が記録されている。この豪雪を活用して、ボリアル・マウンテン・リゾートが北に建設されている。タホ湖周囲の地域のスキーリゾートは、1シーズン当たり平均300～500インチ（7.62～12.70m）の降雪がある。ドナー峠の風も強烈なものとなりやすく、冬季擾乱の間においては、突風の風速は100マイル/h（160km/h=約44.4m/s）が普通である。この地域の冬の気温は、毎年何度かは0℉（-17.8℃）を下回る。
1846年から1847年にかけての冬は、特に厳しい気象であり、この気象状況がドナー隊の悲劇の中でも最も重要な要因の一つであると一般的に言及される。

## レクリエーション

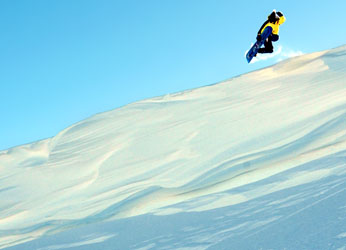
ドナー峠の頂上近くのシュガー・ボウル・スキー・リゾートで滑走するスノーボーダー

ドナー峠周囲では、夏と冬の期間、様々な種類のレクリエーション、ライフスタイルスポーツが行われている。例えば、トレッキング、アルペンスキー、クロスカントリースキー、ロッククライミング、アイスクライミングが行われる。セントラル・パシフィック鉄道によって建設された最初のトンネルは、大量の落書き文化の本拠地である。この地域は、1990年代初期にフォール・ライン・フィルムズ（英語: Fall Line Films、FLM）とスタンダード・フィルムズ（英語: Standard Films）によって作成されたスノーボード映像によって世界的に著名となった。この地域は、フロントカントリーとバックカントリー地域に簡単にアクセスできるのである。しかしながら、この名声と古いアメリカ国道40号線や近隣のシュガー・ボウル・スキー・リゾートからの容易なアクセス性は、多数の雪崩による死者を生み出し、その中にはプロスノーボーダーのジャミル・カーンも含まれている。

## 大衆文化
アルバート・ビアスタット作の『ドナー湖の眺め（英語: View of Donner Lake）』（1871-72）は、ドナー峠近隣からの、題名となった湖の眺めを描画している。
『シャイニング（英語: The Shining）』では、ドナー峠をドライブするシーンで、登場人物のジャック・トランスが、彼の家族にドナー隊の物語を語っている。
ドナー峠は、『ザ・ヒストリー・チャンネル』のスペシャル・エピソード「アメリカ: ザ・ストーリー・オブ・アス」第3回："Westward"にて採り上げられた。同様にナショナル ジオグラフィックのシリーズ「ヘル・オン・ザ・ハイウェイ（英語: Hell on the Highway）」で採り上げられ、この地域で働くレッカー及び回収会社の活動がフォーカスされている。